# Antoni Forteza Pinya
Antoni Forteza Pinya (Palma, 17 d'abril de 1901 - ídem, 21 de gener de 1969) va ser el propietari del Forn de Santa Eulàlia, forn de pa situat a la plaça d'Espanya de Palma (Illes Balears). Va tenir un destacat paper com a dirigent esportiu local, especialment en el món del futbol i del bàsquet.
Forteza va ser un dels fundadors de l'equip de futbol del Balear FC, devers mitjans de l'any 1922. Als pocs mesos un grup de socis, juntament amb el mateix Forteza, marxaren per fundar un nou club: l'Athletic FC, fundat el 13 de setembre de 1922. Forteza en fou president uns anys i, des de 1931, president honorari. Des de 1932 el club va tenir secció de bàsquet, un dels primers conjunts existents a Mallorca. Actualment el club segueix existint amb el nom de Club Esportiu Atlètic Balears, però sense la secció de bàsquet.
Posteriorment va ser el primer president de la recentment creada Federació de Bàsquet de les Illes Balears (1935) i també va presidir, durant pocs anys, la Federació de Futbol de les Illes Balears. També fou president honorari del Club Esportiu Atlètic Balears.